# Fleurie
Pour l’article ayant un titre homophone, voir Fleury.
Pour l’article homonyme, voir fleurie (AOC).
Fleurie est une commune française, située dans le département du Rhône en région Auvergne-Rhône-Alpes.

## Géographie

### Climat
Pour des articles plus généraux, voir Climat d'Auvergne-Rhône-Alpes et Climat du Rhône.
En 2010, le climat de la commune est de type climat océanique dégradé des plaines du Centre et du Nord, selon une étude du Centre national de la recherche scientifique s'appuyant sur une série de données couvrant la période 1971-2000. En 2020, Météo-France publie une typologie des climats de la France métropolitaine dans laquelle la commune est exposée à un climat de montagne ou de marges de montagne et est dans une zone de transition entre les régions climatiques « Bourgogne, vallée de la Saône » et « Nord-est du Massif Central ». 
Pour la période 1971-2000, la température annuelle moyenne est de 11,3 °C, avec une amplitude thermique annuelle de 17,7 °C. Le cumul annuel moyen de précipitations est de 869 mm, avec 10,3 jours de précipitations en janvier et 7,5 jours en juillet. Pour la période 1991-2020, la température moyenne annuelle observée sur la station météorologique de Météo-France la plus proche, « Vauxrenard », sur la commune de Vauxrenard à 5 km à vol d'oiseau, est de 9,8 °C et le cumul annuel moyen de précipitations est de 1 003,5 mm,. Pour l'avenir, les paramètres climatiques de la commune estimés pour 2050 selon différents scénarios d'émission de gaz à effet de serre sont consultables sur un site dédié publié par Météo-France en novembre 2022.

## Urbanisme

### Typologie
Au 1er janvier 2024, Fleurie est catégorisée commune rurale à habitat dispersé, selon la nouvelle grille communale de densité à sept niveaux définie par l'Insee en 2022.
Elle est située hors unité urbaine et hors attraction des villes,.

### Occupation des sols
L'occupation des sols de la commune, telle qu'elle ressort de la base de données européenne d’occupation biophysique des sols Corine Land Cover (CLC), est marquée par l'importance des territoires agricoles (87,6 % en 2018), une proportion sensiblement équivalente à celle de 1990 (86,8 %). La répartition détaillée en 2018 est la suivante : 
cultures permanentes (80,4 %), forêts (7,2 %), zones urbanisées (5,2 %), zones agricoles hétérogènes (5,2 %), prairies (2,1 %). L'évolution de l’occupation des sols de la commune et de ses infrastructures peut être observée sur les différentes représentations cartographiques du territoire : la carte de Cassini (XVIIIe siècle), la carte d'état-major (1820-1866) et les cartes ou photos aériennes de l'IGN pour la période actuelle (1950 à aujourd'hui).

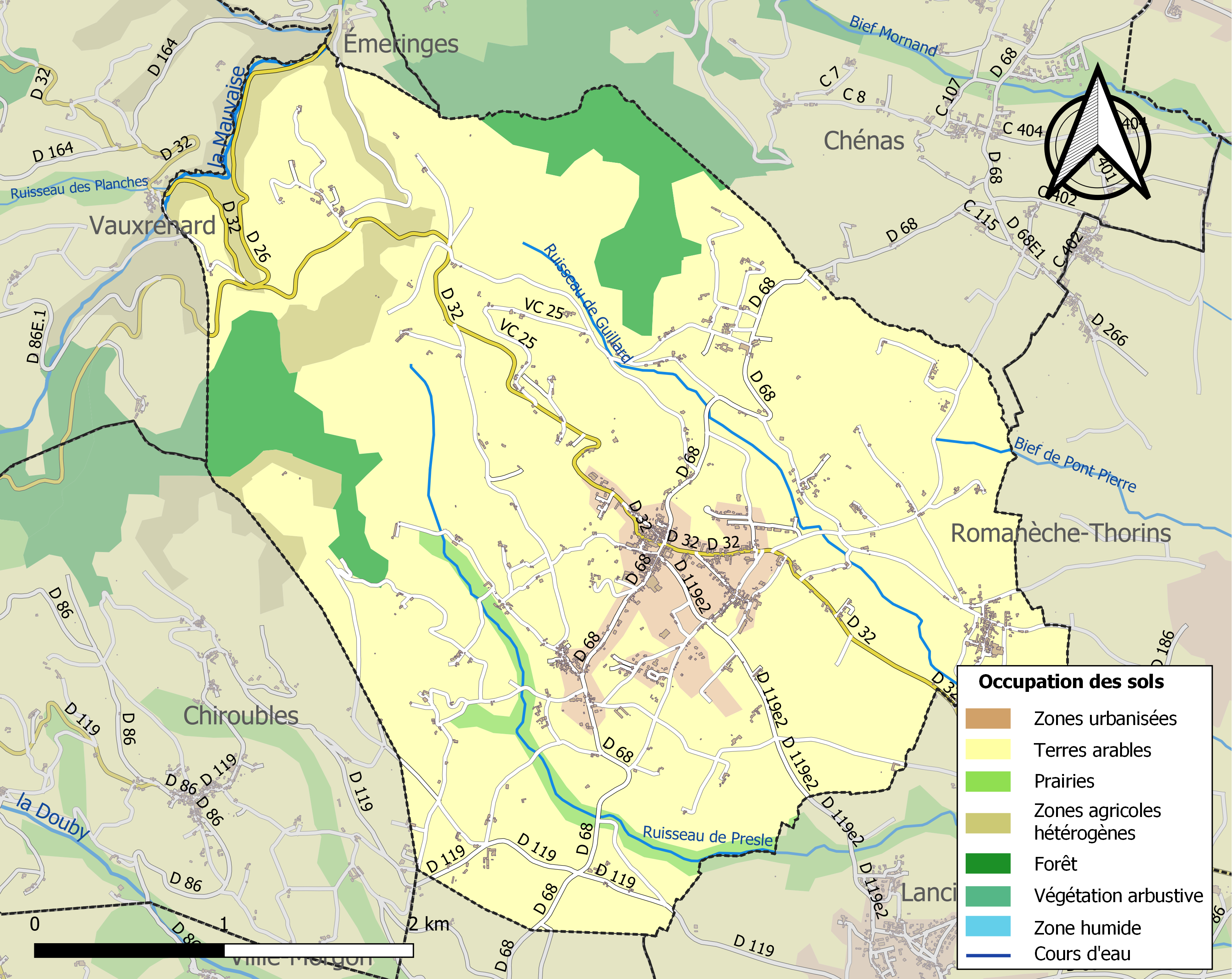
Carte des infrastructures et de l'occupation des sols de la commune en 2018 (CLC).

## Histoire
(janvier 2010).
Si vous disposez d'ouvrages ou d'articles de référence ou si vous connaissez des sites web de qualité traitant du thème abordé ici, merci de compléter l'article en donnant les références utiles à sa vérifiabilité et en les liant à la section « Notes et références ».
Aucune trace d'occupation n'est attestée pendant la période romaine, tant au niveau archéologique que bibliographique. Le site de Fleurie, nommé Floriacum dans les chartes médiévales, est occupé dès l’an 1000 lorsque l'abbaye d’Arpayé s’installe sur son territoire. Cette abbaye dépend directement de celle de Cluny qui était très florissante à cette époque. Elle est située au bas des Chaffangeons, un hameau déjà peuplé et où la culture de la vigne existait. D’autres hameaux sont occupés : Poncié, le Vivier, la Chapelle des Bois où était édifiée une chapelle consacrée à Notre Dame et aussi lieu de pèlerinage. Le Vivier, rattaché à Fleurie seulement en 1789 appartenait au Mâconnais, alors que les autres hameaux dépendaient du Beaujolais.
Le bourg actuel semble de formation plus tardive et était certainement occupé par un grand domaine possédant une église à son usage : Saint-Martin.
Jusqu’en 1603, Fleurie dépend des sires de Beaujeu partagé en trois prévôtés : Belleville, Beaujeu et la chatellerie de Juliénas. Cluny domine Arpayé et le Vivier est rattaché à Mâcon. Ensuite Fleurie dépend des seigneurs locaux (Grand Pré, Corcelles et La Roche à Jullié).
À la fin du XVIIe siècle, le Vivier se voit attribuer une dotation d’une superficie de 13 ha et 76 ares à titre de « communaux » par le cardinal de Fleury. Celui-ci, né à Lodève en 1653 fut abbé de Tournus et n’eut avec Fleurie que des relations ecclésiastiques. Cette tradition des « communaux des Bruyères » existe toujours. Chaque propriétaire du Vivier peut accéder à une parcelle de communaux, tirée au sort, et la cultiver, moyennant une location gérée par le conseil municipal de Fleurie. La fin du XVIIe voit aussi la ruine d’Arpayé. L’abbaye de Cluny connaît sa chute dès le XVIIIe siècle. Arpayé est alors placée sous la juridiction de l’évêque de Mâcon et des laïques remplacent les moines.
Sous Louis XVI et la Révolution, la vie municipale est difficile. Les familles Lagrange, Grollier et Baritel se partagent la direction du village en multipliant les élections et les démissions. Une crise religieuse s’installe au moment de la Révolution. Les prêtres désertent Fleurie, puis reviennent en 1791. Pendant ce temps, l’église Saint-Martin est supprimée et devient un temple de la Raison et de l’Être Suprême. La cloche, les balustrades et les chandeliers sont fondus pour servir à la défense nationale. Le mobilier de la chapelle des Bois est vendu.
Le XIXe siècle voit un accroissement de la population de Fleurie : 2 065 habitants en 1865 et 309 maisons en 1885. Les propriétaires possèdent des maisons de maître, mais ce sont souvent des habitants hors de Fleurie, notables des grosses villes avoisinantes  qui font cultiver leurs terrains. Le système du métayage est maintenu (vigneronnage). Les vins s’exportent vers le Nord : Paris, Rouen, Le Havre, Lille, Anvers, probablement avec des embarquements pour l’Angleterre. Il y a aussi de nombreux artisans.
Le village se transforme :
- Entre 1840 et 1845, le cimetière qui occupait la place autour de l’église, était devenu un lieu de passage trop important et était bordé d’un « cabaret » (café) ce qui devenait très dérangeant. Il est donc transféré un peu plus loin, puis une nouvelle fois en 1889 à sa place actuelle.
- L’église est transformée en 1847, puis démolie et reconstruite en 1862 à la même place. Des tableaux sont installés en 1863.
- Le pensionnat de monsieur Crotte devient la mairie en 1865, et cela jusqu’en 1937.
- L’école de garçons (démolie en 1984) est déplacée pour des bâtiments neufs en 1890. C’est l’école publique actuelle.
- Un marché est installé tous les samedis depuis 1814.
- Une vogue annuelle, fête traditionnelle du village remplaçant une fête certainement plus ancienne est fixée d’abord pour la Saint-Laurent, puis le premier dimanche d’août.
- La fête des conscrits (dernier dimanche de janvier) est officialisée. L’origine date pourtant d’une ordonnance de Louis XIV en 1688 qui demandait au village de fournir cinquante hommes par tirage au sort pour partir au service militaire. Cette fête qui remémore ces tirages au sort est très importante pour la région et permet aux natifs d’une même année de se retrouver tous les dix ans.
- La construction de la chapelle de la Madone sur une des collines dominant Fleurie voit le jour au moment de la guerre de 1870, mais aucune date n’est vraiment connue. Une version veut que cette chapelle soit construite en 1866 à la suite d’un vœu des habitants fait à la Vierge pour lutter contre la maladie de la vigne « l’oïdium », comme à Brouilly en 1864. Mais l’hypothèse la plus vraisemblable et transmise par la voix populaire est que cet édifice serait apparu après 1870, à la suite d’un vœu pour que les Prussiens n’envahissent pas Fleurie.

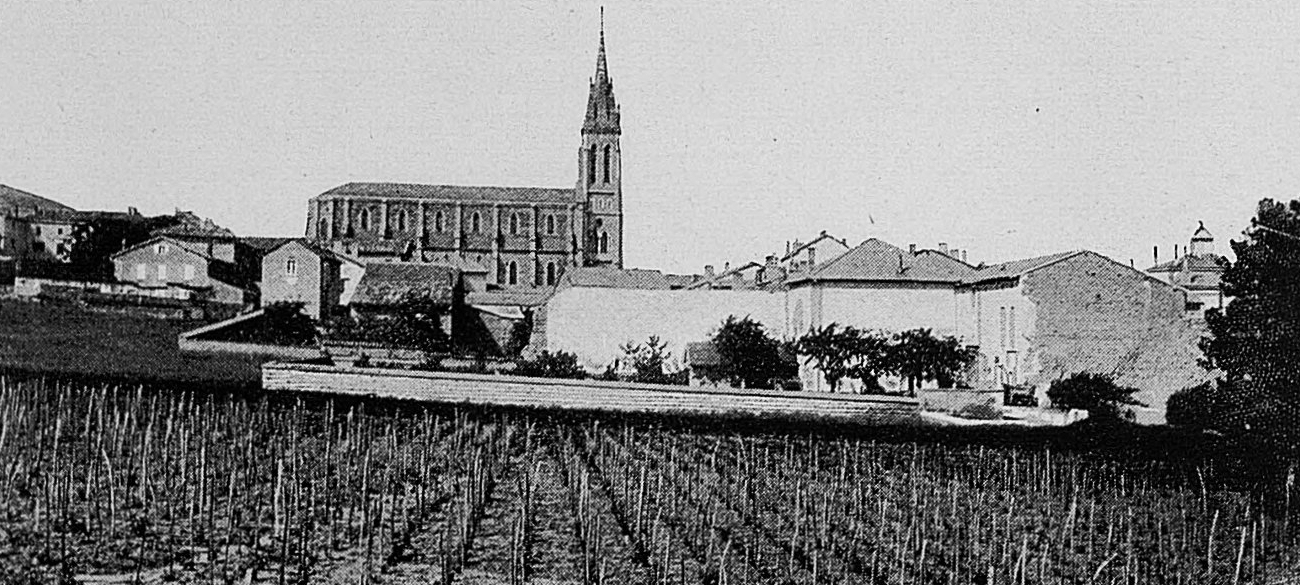
Vue du bourg au début du XXe siècle.

Le XIXe siècle est une période où Fleurie s’organise et se reconstruit, c’est aussi le temps des grandes maladies de la vigne : pyrale, oïdium, mildiou, et phylloxéra, insectes ou champignons qui ont affaibli la vie économique du pays et même failli coûter l’existence de la culture de la vigne.
En 1822, c’est l’attaque de la pyrale (chenille) et la technique de l’échaudage, c’est-à-dire l’arrosage du pied du cep avec de l’eau bouillante pour lutter contre ce fléau.
Puis c’est l’oïdium et le mildiou (champignons). En 1850, la vigne renaît, mais c’est pour connaître le phylloxéra (pucerons) entre 1875 et 1880 qui sera une très grande crise pour la région. La technique du greffage du plant apparaît (bois américain greffé sur du bois français).
Avec le XXe siècle, la commune de Fleurie s'organise territorialement en un bourg et de nombreux hameaux. Des modernisations voient le jour : dès 1910 des lampes électriques éclairent le bourg et en 1931, c’est l’extension du réseau. L’arrivée de l’eau courante est un peu plus tardive. Un réseau routier se constitue. La distribution du courrier (un seul facteur dépendant de Romanèche en 1811), la poste et son télégraphe puis l’installation de téléphones après 1950 améliorent la communication pour le village.

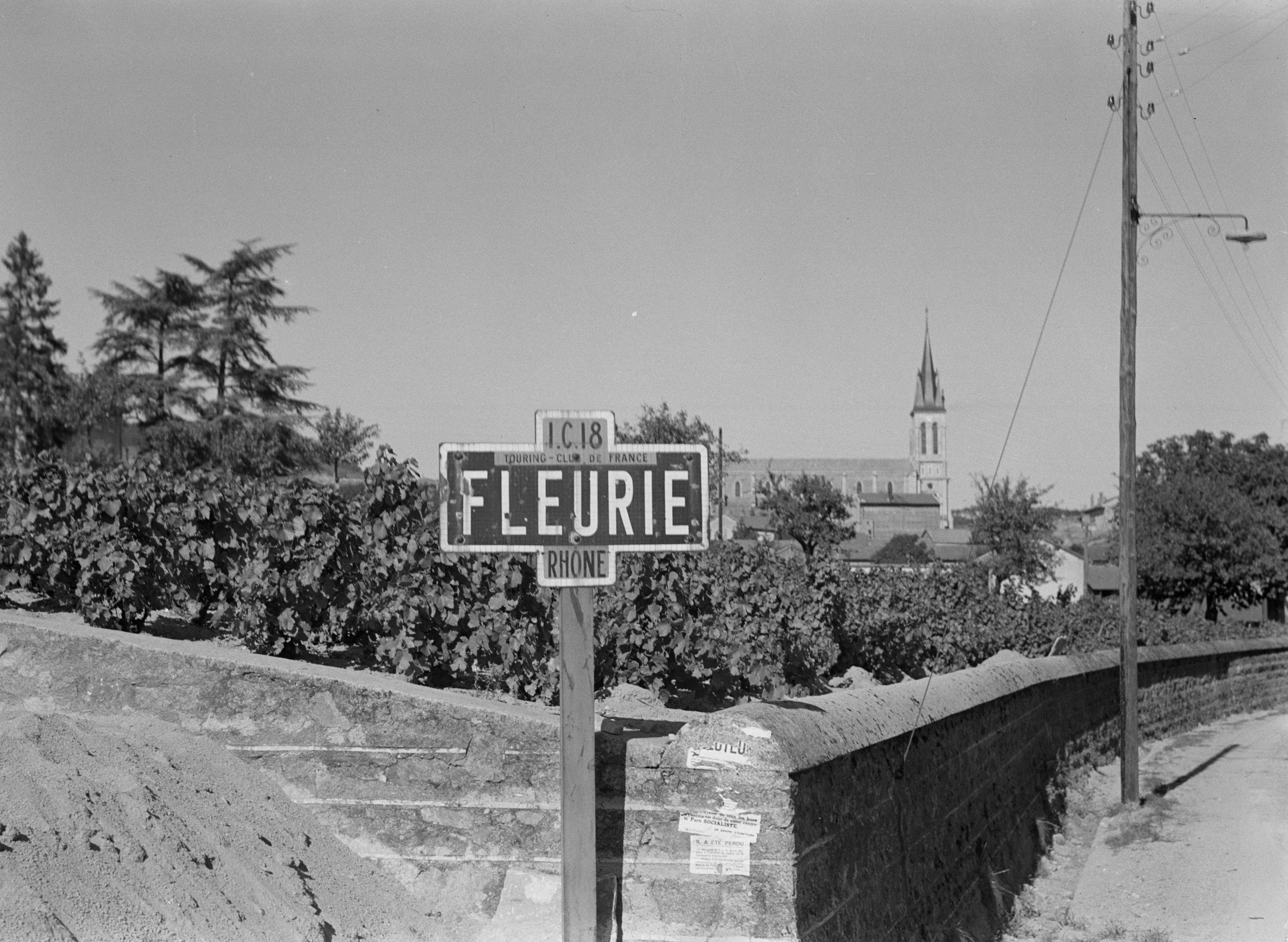
Entrée du bourg, par le Sud, en 1935.

En 1924, le conseil municipal décide de faire l’acquisition d’un château avec son parc édifié par monsieur Pondevaux en 1897. Ceci se réalise en 1934 et devient la mairie actuelle en 1937.
Une première salle de réunion est achevée par la mairie en 1932 et sert de salle des fêtes. Actuellement, la commune possède un foyer rural et un caveau servant pour les réunions, bals et banquets. Elle dispose en outre de deux salles de réunions et d’une bibliothèque municipale. En 2004, une antenne touristique représentant les douze appellations du beaujolais est terminée. Une salle des sports, un stade et un camping voient le jour ces vingt dernières années.
Un autre fait marquant la vie de la commune, c’est la constitution d’une cave coopérative en 1927. Depuis 1932, les bâtiments de la cave se dressent à une entrée du bourg et des transformations, agrandissements et améliorations ont été effectués jusqu’à nos jours. Avec quatre-vingts coopérateurs au départ, elle en compte plus de 350 actuellement et vinifie 440 ha de vignes. C’est la première coopérative qui s’est installée dans le Beaujolais et parmi les sept présidents qui se sont succédé depuis sa création, il faut retenir le nom de mademoiselle Marguerite Chabert, personnalité très marquante de Fleurie.

La cave coopérative de Fleurie vue, en 1935, par le photographe néerlandais Willem van de Poll.
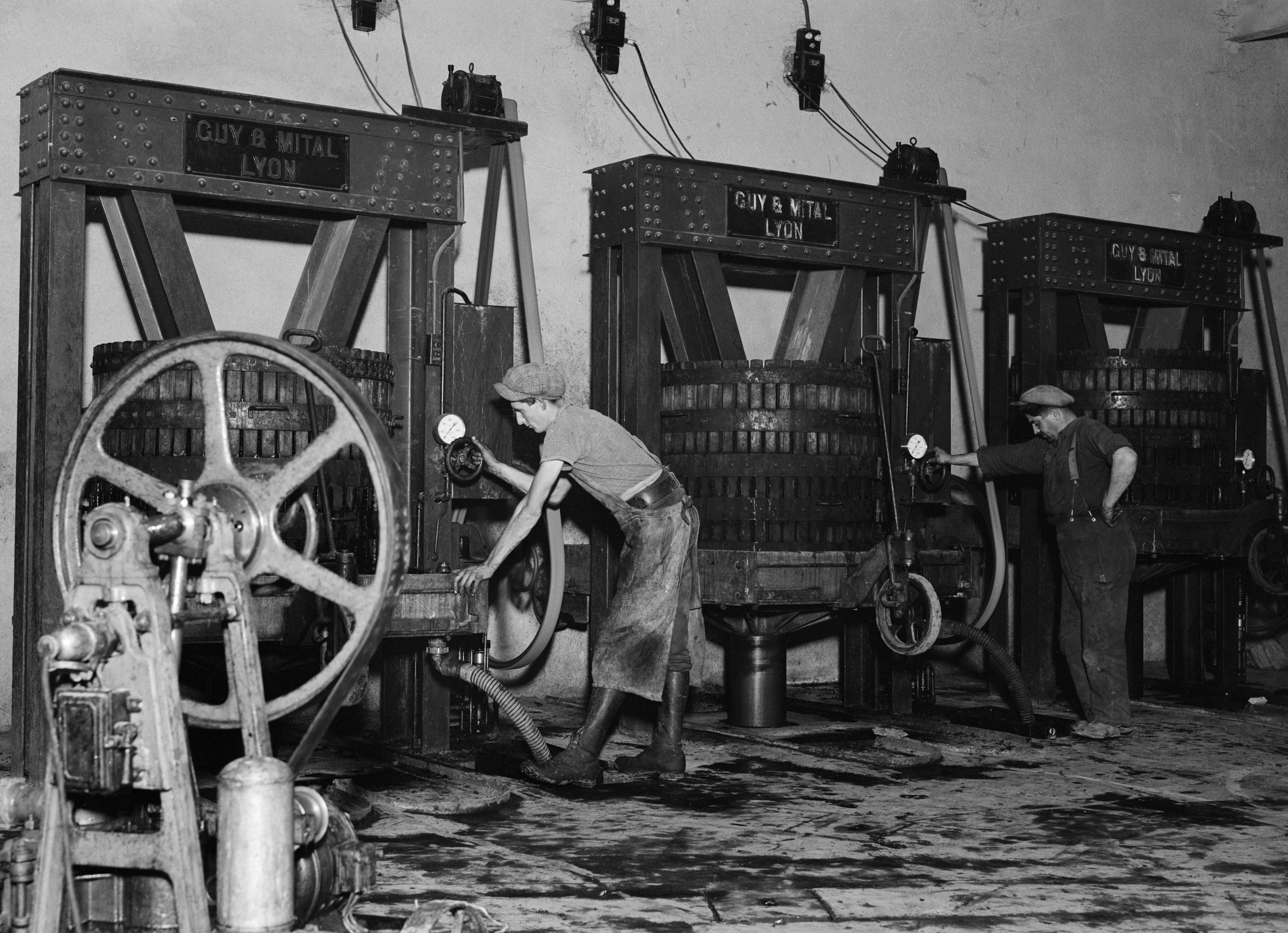
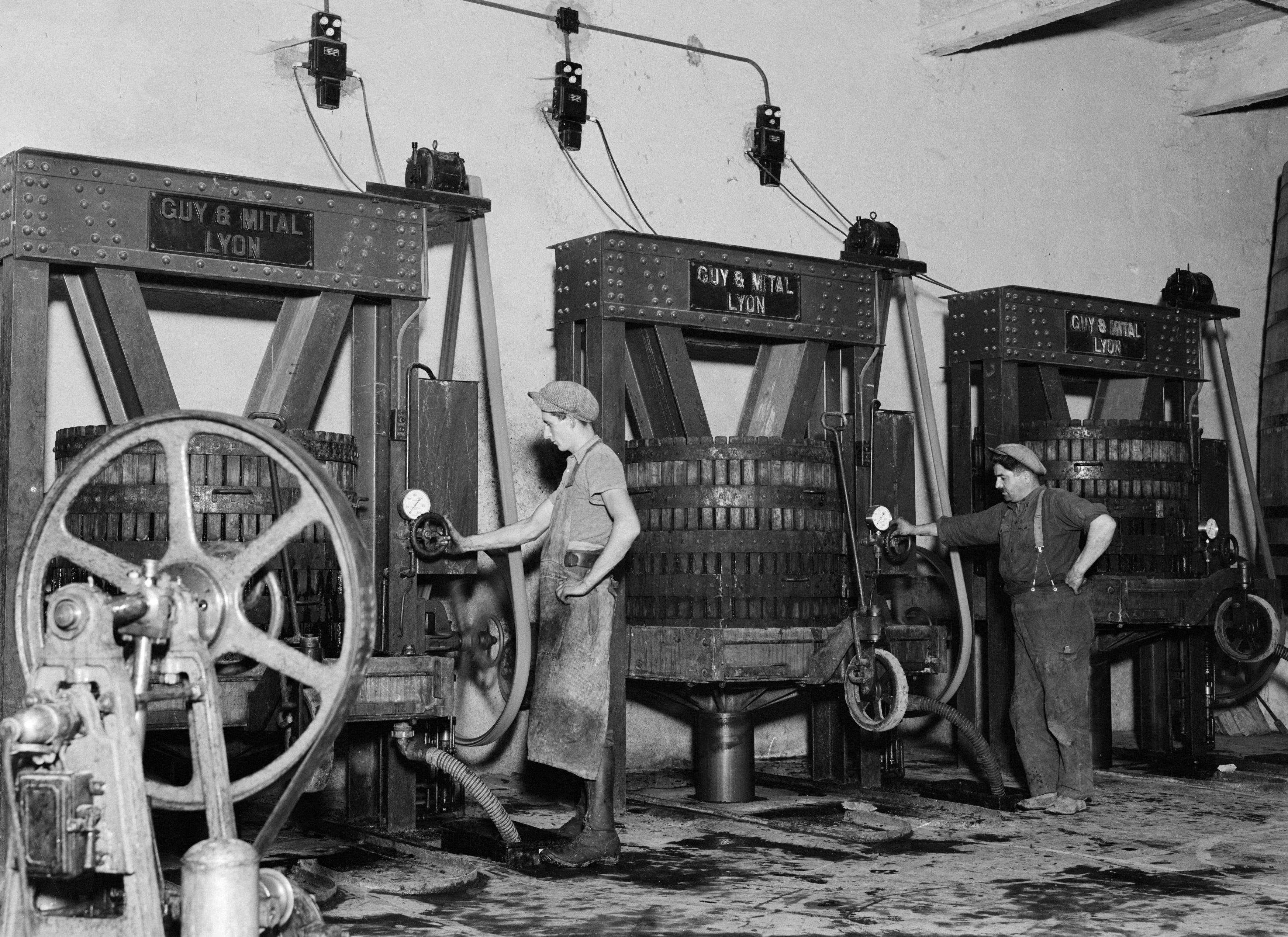
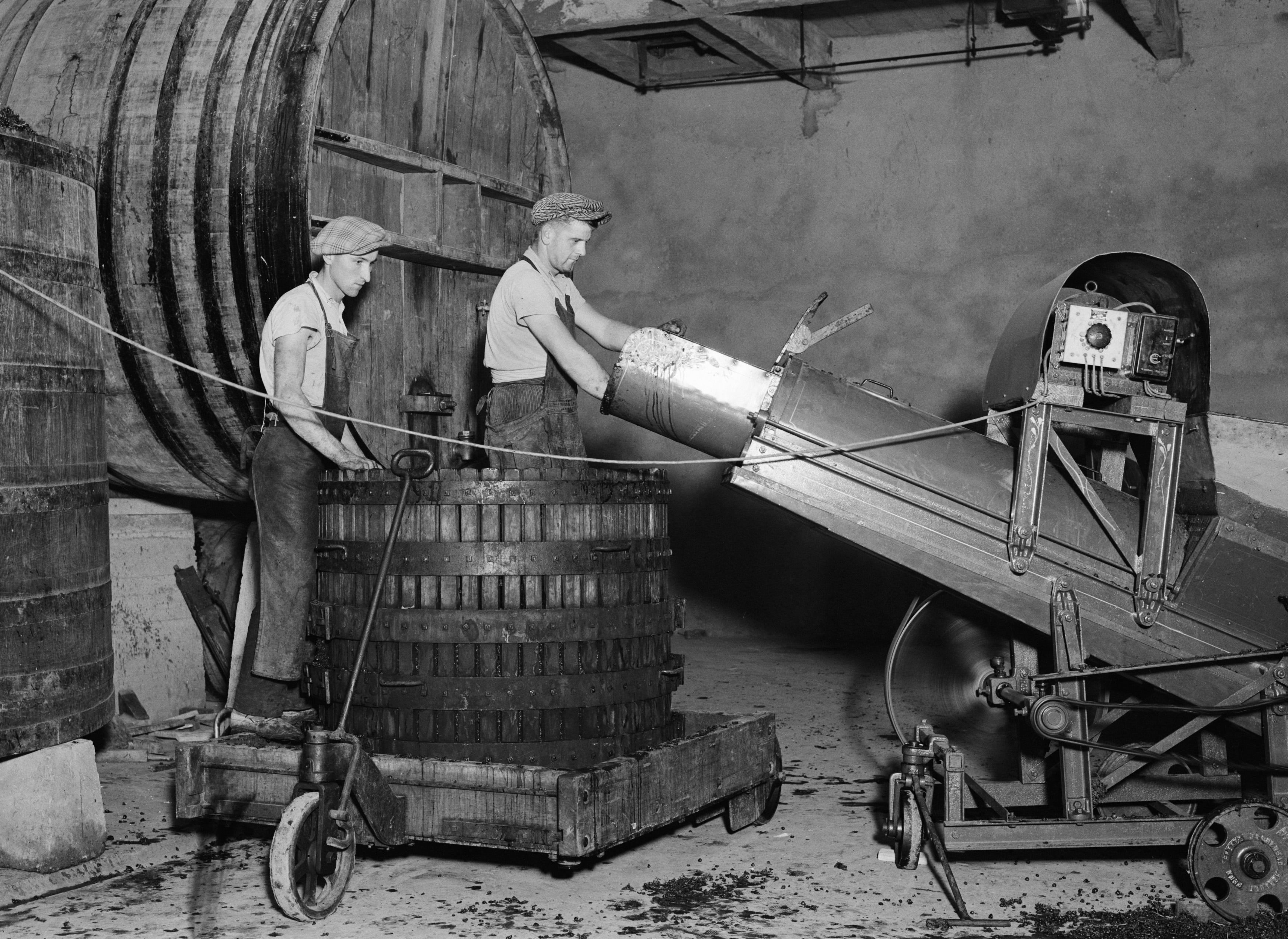

Le XXe siècle a vu Fleurie se transformer, prendre une grande renommée de cru du Beaujolais et s’ouvrir au tourisme. Mais c’est encore un village en pleine évolution et de nombreux projets attendent le XXIe siècle.

## Politique et administration

### Administration municipale
| Période                                  | Période           | Identité                          | Étiquette                              | Qualité                                                                                                |
| ---------------------------------------- | ----------------- | --------------------------------- | -------------------------------------- | --- |
| 11 juin 1800                             | 4 juin 1815       | Jean-Marie Lambret                |                                        | |
| 4 juin 1815                              | 23 juillet 1815   | Jean-Baptiste Baritel             |                                        | |
| 23 juillet 1815                          | 21 août 1822      | Jean-Marie Lambret                |                                        | |
| 21 août 1822                             | 16 février 1832   | Jean-Baptiste Platet              |                                        | |
| 16 février 1832                          | 27 janvier 1835   | Joseph Pondevaux                  |                                        | |
| 27 janvier 1835                          | 4 octobre 1846    | Jean-Claude Antoine Carlhant      |                                        | avocat, maître des requêtes au Conseil d'État                                                          |
| 4 octobre 1846                           | 18 avril 1848     | Benoît Pondevaux                  |                                        | |
| 18 avril 1848                            | juillet 1850      | M. Carlhant                       |                                        | |
| juillet 1850                             | 17 mai 1851       | Joseph Lecourt                    |                                        | |
| 17 mai 1851                              | 1er décembre 1867 | Benoît Blain                      |                                        | rentier à Paris                                                                                        |
| 1er décembre 1867                        | 30 septembre 1870 | Adrien Charles Henri de Verdonnet |                                        | Comte de Verdonnet, propriétaire de Poncié                                                             |
| 30 septembre 1870                        | 14 mai 1871       | Jean-Pierre Lagrange              |                                        | médecin                                                                                                |
| 14 mai 1871                              | 25 août 1872      | Jean-Claude Carlhant              |                                        | |
| 25 août 1872                             | 21 janvier 1878   | Jean-Baptiste Joseph Platet       |                                        | |
| 21 janvier 1878                          | 20 mars 1881      | François Giroud                   |                                        | |
| 20 mars 1881                             | 18 mai 1884       | Pierre Manin                      |                                        | |
| 18 mai 1884                              | 29 juillet 1886   | Léon Platet                       |                                        | |
| 29 juillet 1886                          | 20 mai 1888       | François Giroud                   |                                        | |
| 20 mai 1888                              | 6 septembre 1894  | Antoine Henri Nesme               |                                        | |
| 6 septembre 1894                         | 10 décembre 1919  | Joseph Pondevaux                  |                                        | avoué à Lyon, chevalier de la Légion d'honneur, officier d'académie                                    |
| 10 décembre 1919                         | 3 juin 1921       | Joseph Dufour                     |                                        | |
| 3 juin 1921                              | 19 mai 1929       | Pierre Marie Barraud              |                                        | |
| 19 mai 1929                              | 2 décembre 1934   | Adrien Pondevaux                  |                                        | fils de Joseph Pondevaux                                                                               |
| 2 décembre 1934                          | 15 janvier 1937   | Pierre Barraud                    |                                        | |
| 15 janvier 1937                          | 8 janvier 1942    | Pierre Cinquin                    |                                        | |
| 8 janvier 1942                           | 9 avril 1943      | Georges Hillère                   | délégation spéciale de l'État français | |
| 9 avril 1943                             | 21 avril 1944     | Pierre Marchand                   | délégation spéciale de l'État français | |
| 21 avril 1944                            | 7 septembre 1944  | Philibert Charvet                 | délégation spéciale de l'État français | |
| 7 septembre 1944                         | 18 mai 1945       | Antoine Porcher                   | Président du comité de Libération      | |
| 18 mai 1945                              | 28 mars 1965      | Philibert Charvet                 |                                        | |
| 28 mars 1965                             | 17 mars 1989      | Marc Bonin                        | CNIP-UDF                               | Docteur vétérinaire - Conseiller général du canton de Beaujeu (1972-1998)                              |
| 1989                                     | 2001              | Roland Pasquier                   |                                        | |
| 2001                                     | En cours          | Frédéric Miguet                   | DVD                                    | Docteur vétérinaire - Vice-président du conseil général Suppléant du député Bernard Perrut (2002-2007) |
| Les données manquantes sont à compléter. |                   |                                   |                                        | |

### Intercommunalité
La commune fait partie de la communauté de communes Saône Beaujolais.

## Population et société

### Démographie
L'évolution du nombre d'habitants est connue à travers les recensements de la population effectués dans la commune depuis 1793. Pour les communes de moins de 10 000 habitants, une enquête de recensement portant sur toute la population est réalisée tous les cinq ans, les populations de référence des années intermédiaires étant quant à elles estimées par interpolation ou extrapolation. Pour la commune, le premier recensement exhaustif entrant dans le cadre du nouveau dispositif a été réalisé en 2008.

En 2022, la commune comptait 1 351 habitants, en évolution de +7,56 % par rapport à 2016 (Rhône : +3,93 %, France hors Mayotte : +2,11 %).
| 1793  | 1800  | 1806  | 1821  | 1831  | 1836  | 1841  | 1846  | 1851  |
| ----- | ----- | ----- | ----- | ----- | ----- | ----- | ----- | ----- |
| 1 197 | 1 428 | 1 744 | 1 595 | 1 874 | 1 831 | 1 840 | 1 871 | 1 982 |

| 1856  | 1861  | 1866  | 1872  | 1876  | 1881  | 1886  | 1891  | 1896  |
| ----- | ----- | ----- | ----- | ----- | ----- | ----- | ----- | ----- |
| 2 070 | 2 196 | 2 454 | 2 479 | 2 385 | 2 011 | 2 026 | 2 001 | 2 039 |

| 1901  | 1906  | 1911  | 1921  | 1926  | 1931  | 1936  | 1946  | 1954  |
| ----- | ----- | ----- | ----- | ----- | ----- | ----- | ----- | ----- |
| 1 890 | 1 914 | 1 882 | 1 521 | 1 607 | 1 568 | 1 560 | 1 512 | 1 507 |

| 1962  | 1968  | 1975  | 1982  | 1990  | 1999  | 2006  | 2008  | 2013  |
| ----- | ----- | ----- | ----- | ----- | ----- | ----- | ----- | ----- |
| 1 468 | 1 416 | 1 256 | 1 151 | 1 105 | 1 190 | 1 228 | 1 239 | 1 266 |

| 2018  | 2022  | - | - | - | - | - | - | - |
| ----- | ----- | - | - | - | - | - | - | - |
| 1 275 | 1 351 | - | - | - | - | - | - | - |

### Manifestations culturelles et festivités
Fleurie est jumelée avec le village de Bomal, ville de Durbuy, Belgique, et Wettolsheim, ville du Haut-Rhin.

## Économie
La commune produit des vins du Beaujolais de l'AOC Fleurie.

## Culture locale et patrimoine

### Lieux et monuments

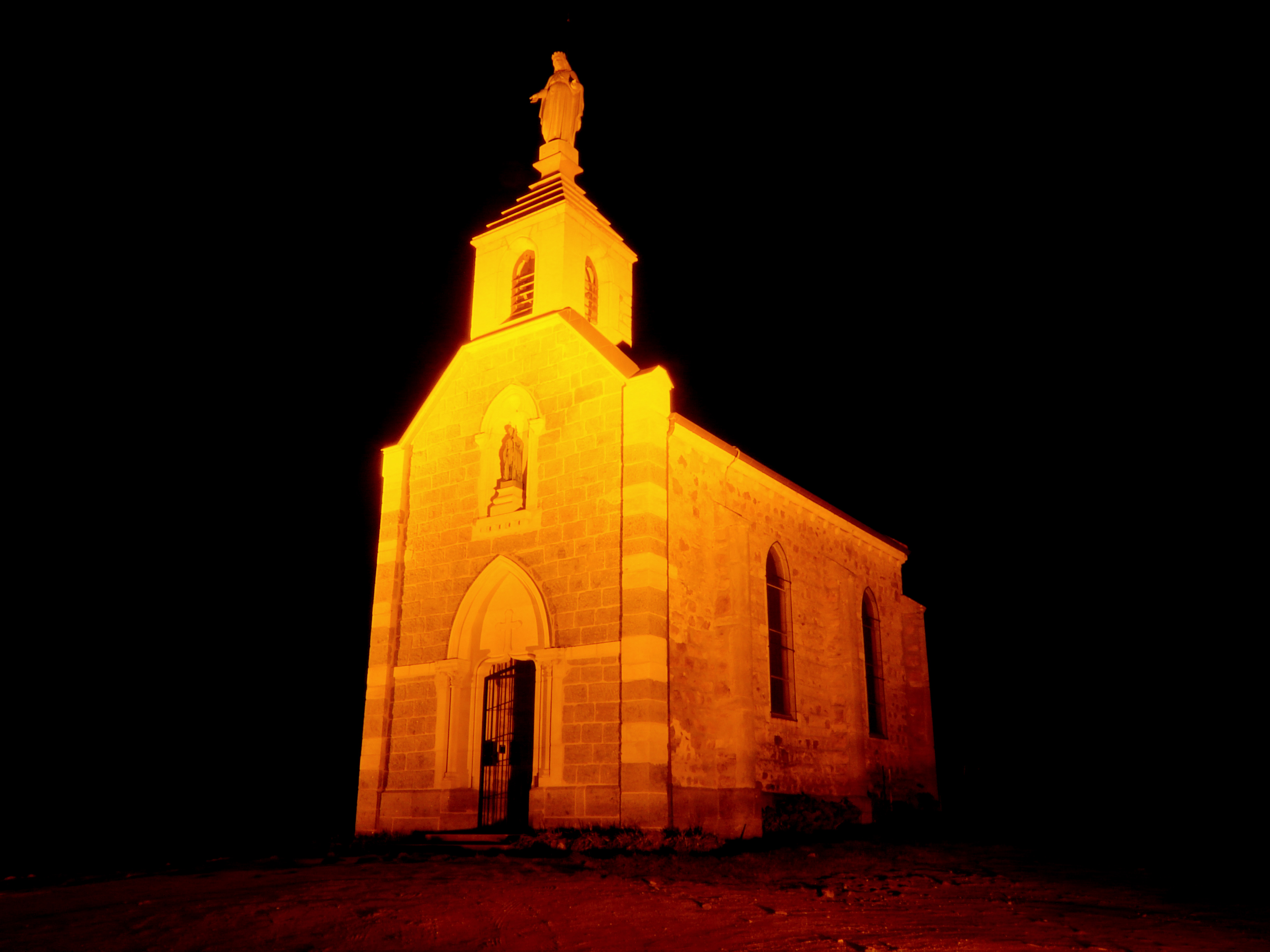
La chapelle de la Madone.

La madone de Fleurie, d'où la vue sur la plaine de la Saône est magnifique.

### Personnalités liées à la commune
- André Hercule de Fleury, cardinal et ministre de Louis XV.